# Chinook (viento)
Los chinook son vientos cálidos y secos que calientan las laderas orientales de las Montañas Rocosas en Norteamérica donde se encuentran las praderas canadienses y las Montañas Rocosas. En los Alpes se presentan unos vientos de características similares llamados foehn.
El nombre Chinook proviene de los nativos americanos que habitan en la zona comprendida entre las Montañas Rocosas y el río Columbia. Los vientos Chinook generalmente ayudan a elevar un poco la temperatura en el invierno por unas pocas horas o por pocos días, después de la acción del Chinook, las temperaturas caen a su punto más bajo.
El cambio de temperatura más alto por efecto de los vientos Chinook fue registrado el 15 de enero de 1972, en Loma, Montana donde en 24 horas la temperatura pasó de −48 °C a 9 °C.

## En Canadá

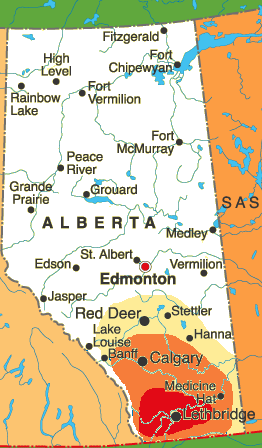
Donde los chinooks ocurren con frecuencia en Alberta.

Los chinooks son más frecuentes en la provincia de Alberta en Canadá entre Pincher Creek y Crowsnest Pass donde alcanzan de 30 a 35 días por año en promedio. Los chinooks han logrado los inviernos más cálidos en la Columbia Británica donde han llegado a producir temperaturas de 5 °C.
En Alberta meridional, los inviernos tienen poca nieve o ninguna.
En Lethbridge, los vientos chinook pueden tener una fuerza superior a la de un huracán con vientos de hasta 120 km/h, vientos capaces de romper las ventanas de un auto, el 19 de noviembre se registraron vientos de hasta 171 km/h.
En Pincher Creek los vientos chinook han sido capaces de desestabilizar vehículos en movimiento.
En Calgary hay mucho viento chinook debido a su posición cercana a las Montañas Rocosas que sirven como túnel de viento natural para concentrar estas corrientes de aire.

## Los vientos chinook contra las masas de vientos polares
En pleno invierno los vientos chinook se encuentran con los vientos que vienen del polo ártico. No es inaudito ver que los habitantes de Lethbridge soporten temperaturas de −20 °C mientras que en Cardston a 77 km disfruten de una temperatura de 10 °C. El encuentro de estas dos corrientes de vientos suele ser inmóvil o moverse un poco generando fluctuaciones como mañanas cálidas y tardes muy frías. Una cortina de niebla acompaña el choque entre los vientos chinook y los polares.
En Calgary, los inviernos recientes han mostrado situaciones donde el aeropuerto en la parte de nordeste de la ciudad tiene alrededor de −20 °C (−4 °F) y el sudoeste de la ciudad tiene 7 °C (45 °F).

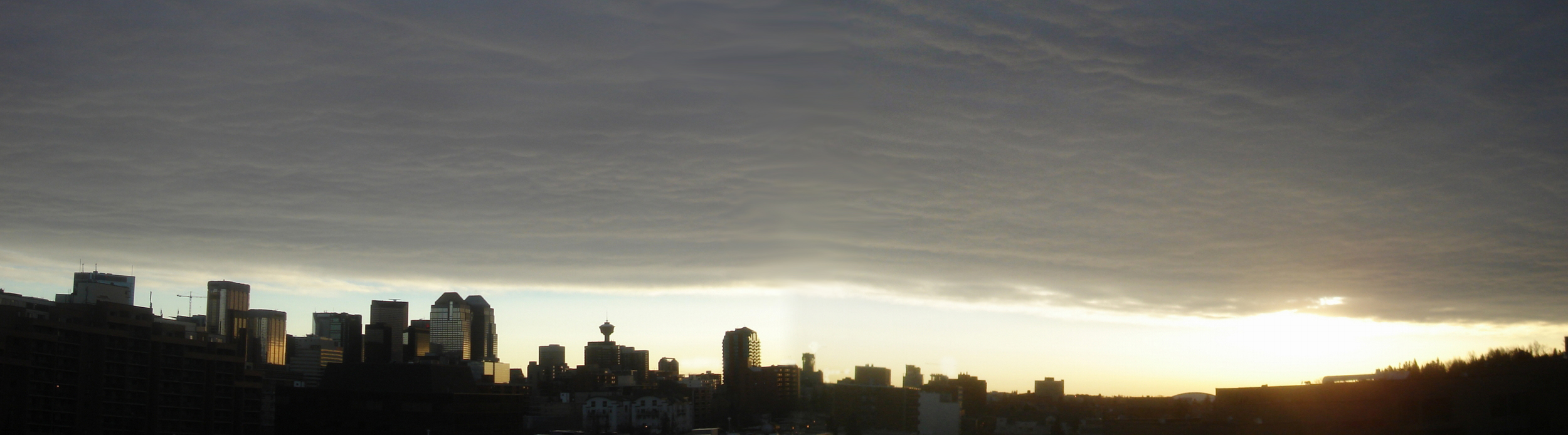
Arco Chinook sobre Calgary, marzo de 2007.

## Arco chinook
Una de las características más llamativas de los vientos Chinook es el arco Chinook, una banda de nubes de estrato inmóviles causadas por el aire que ondula sobre las montañas debido a la elevación orográfica. Estas nubes pueden parecer amenaza de tormenta, pero pocas veces llueve o cae nieve. Además, si el horario es propicio, generan salidas y puestas del sol imponentes.

## Cómo ocurren los chinook
El chinook es un viento del foehn, un viento de la sombra de lluvia que resulta de calentarse adiabático subsecuente del aire que ha caído la mayor parte de su humedad en las cuestas de barlovento (elevación orográfica). Como consecuencia de los diversos índices adiabáticos de aire húmedo y seco, el aire en las cuestas de sotavento llega a ser más caliente que elevaciones equivalentes en las cuestas de barlovento.
Mientras que los vientos húmedos del Pacífico (también llamado Chinooks) se fuerzan para levantarse sobre las montañas, la humedad en el aire se condensa y cae como precipitación, mientras que el aire se refresca al índice adiabático húmedo alrededor de 3.5° por 1000 pies. El aire secado entonces desciende en el lado de sotavento de las montañas, calentándose al índice adiabático seco alrededor de 5.5° por 1000 pies.
La turbulencia de los fuertes vientos también puede evitar la inversión nocturna normal de la temperatura forme en el lado de heces de la cuesta, permitiendo que las temperaturas de la noche sigan elevadas.
A menudo, cuando la costa oeste está siendo martillada por la lluvia, la nieve está martillando al lado de barlovento de los Rockies (mientras que el aire pierde su humedad), y el lado de sotavento de los Rockies en Alberta está tomando el sol en un chinook.

## El Chinook de Manyberries
A menudo, un chinook es precedido por un “chinook de Manyberries” durante el final de un encanto frío. Este viento suroriental (nombrado para una pequeña aldea, ahora una aldea, en Alberta del sudeste, de donde el viento parece originar) puede ser windchill amargo bastante fuerte y causa y nieve que sopla. El viento hará pivotar eventual alrededor al sudoeste y a las subidas de temperatura agudamente como llega el chinook verdadero.

## El chinook en el Pacífico noroeste
El Viento de Chinook también se utiliza en Columbia Británica, tales vientos son extremadamente húmedos y calientes y vienen del sudoeste, de origen subtropical, del área de Hawái. El aire asociado a un chinook de la costa oeste es estable; esto reduce al mínimo las ráfagas de viento y guarda a menudo los vientos se enciende en áreas abrigadas. En áreas expuestas, los vendavales frescos son frecuentes durante un chinook, pero los vientos de la fuerza del vendaval fuerte o de la tormenta son infrecuentes (la mayor parte de los vientos tempestuosos de la región vienen cuando una corriente de jet del oeste rápida deja masas de aire del choque templado y subártico de las latitudes).
- Datos: Q898845
- Multimedia: Chinook wind / Q898845